# Hendrick van den Broeck
Hendrick van den Broeck (ook wel Arrigo Fiammingo of Hendricus van Mechelen) (Mechelen, 1530 - 28 september 1597) was een Zuid-Nederlandse kunstschilder, glasschilder en beeldhouwer uit de late Renaissance of Maniëristische periode. Hij is de broer van beeldhouwer Willem van den Broecke en de schilders Joris en Pieter. De schilder Chrispijn van den Broeck is naar alle waarschijnlijkheid ook zijn broer.

## Biografie
Van den Broeck was een leerling van Frans Floris, een schilder en beeldhouwer uit Antwerpen en een vertegenwoordiger van de Noordelijke Renaissance. Rond 1557 vertrok van den Broeck naar Italië en zou hij daar de rest van zijn leven in veel verschillende steden blijven werken. De vele verhuizingen waren vermoedelijk noodgedwongen in verband met financiële problemen en de moeite om rond te komen. In de begin periode werkte hij voornamelijk als glasschilder en werkte hij in opdracht van de hertog Cosimo I de Medici en zijn hof. Van den Broeck werkte aan glazen ramen in het Palazzo Vecchio (deze ramen zijn inmiddels verloren gegaan), het kloostercomplex van de Sint-Laurensbasiliek en de Biblioteca Medicea Laurenziana van dezelfde basiliek in Florence.
In Rome heeft van den Broeck onder andere samengewerkt met Giorgio Vasari en andere kunstenaars aan de decoratie van de Sala Regia van het Vaticaan. Ook werkte hij aan fresco's in de Vaticaanse Bibliotheek en de Sixtijnse Kapel. Zijn Wederopstandig van Christus hangt op de muur tegenover Michelangelo's Laatste Oordeel. Op de plek waar eerder een werk van Domenico Ghirlandaio hing maar dat beschadigd was geraakt.
Verder werkte hij onder Cesare Nebbia aan de versieringen van de Capella Sistina van de Santa Maria Maggiore.

## Galerij (selectie)

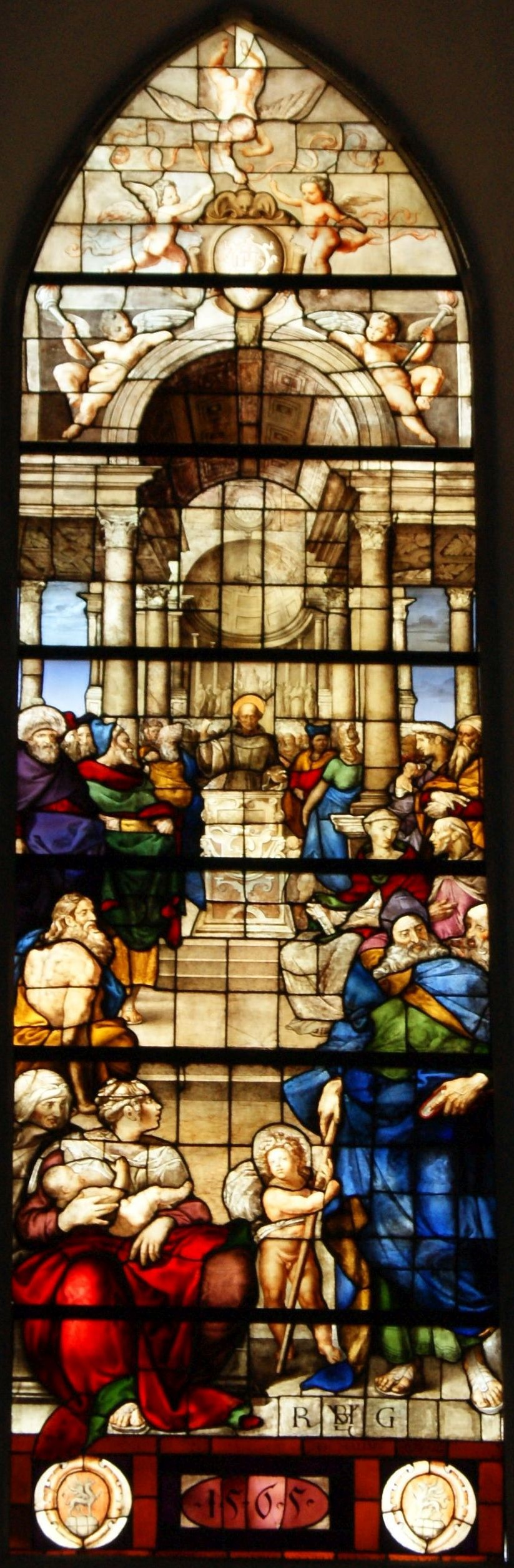
Glasschildering van de dom in Perugia
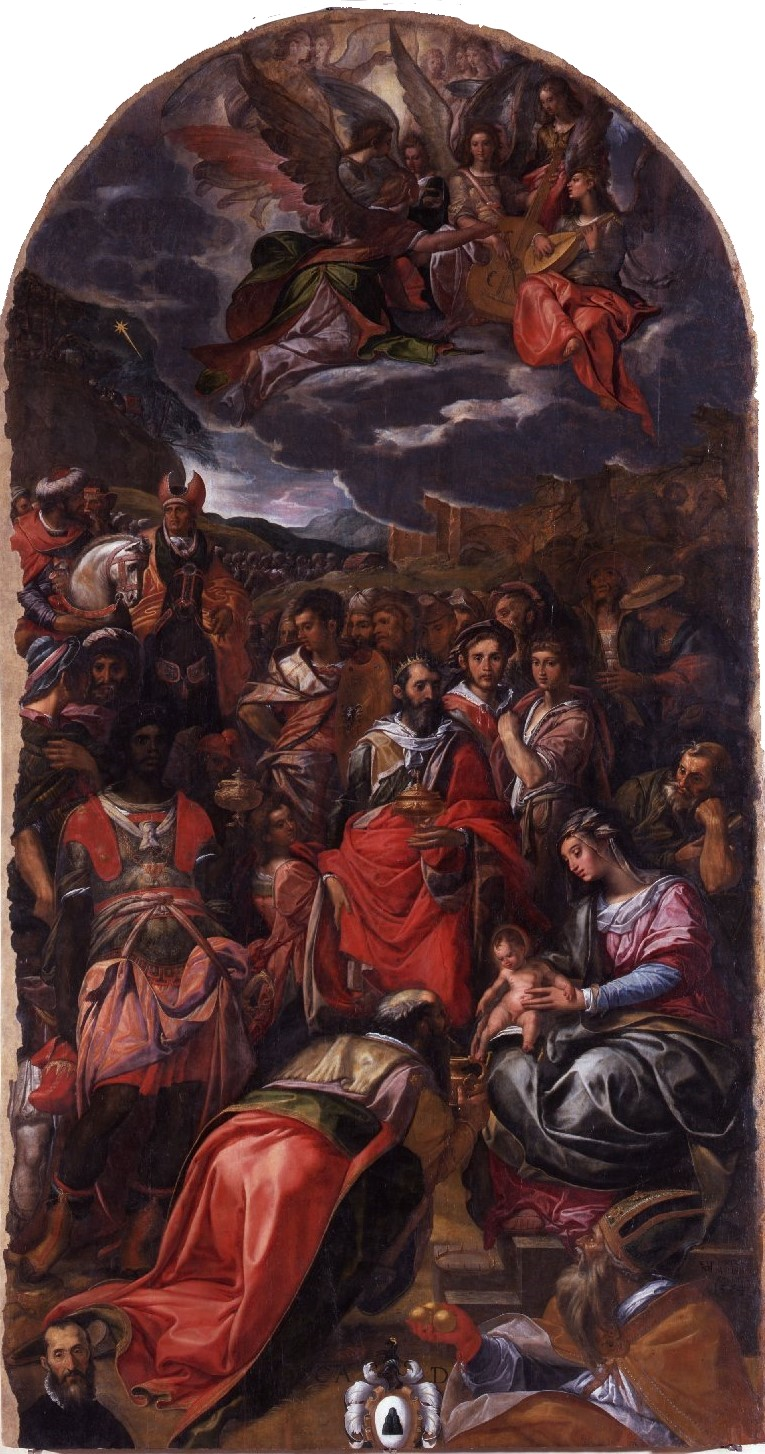
Aanbidding van de wijzen (collectie Galleria Nazionale dell'Umbria)
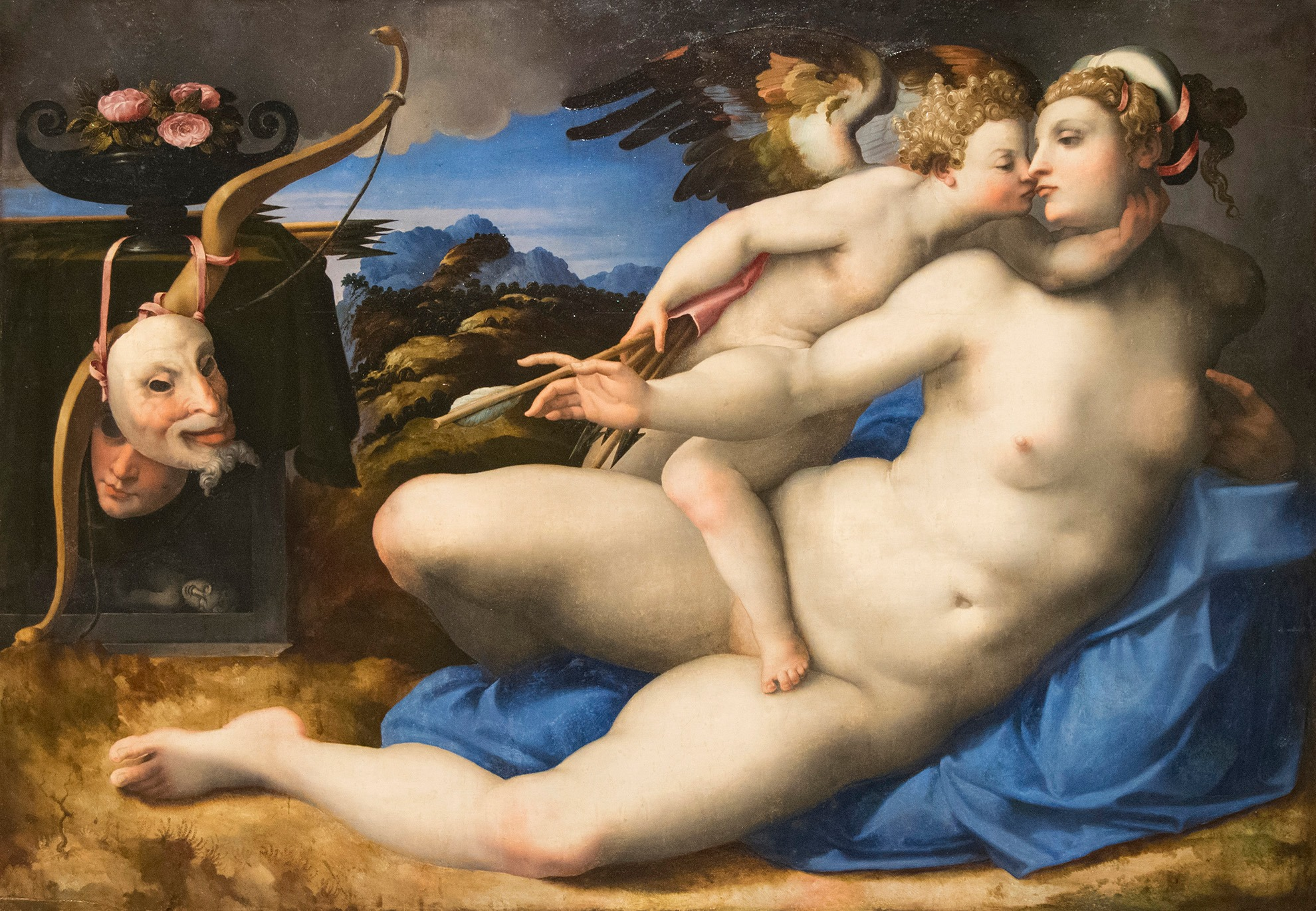
Venus gekust door Cupido (collectie Galleria Farnese)
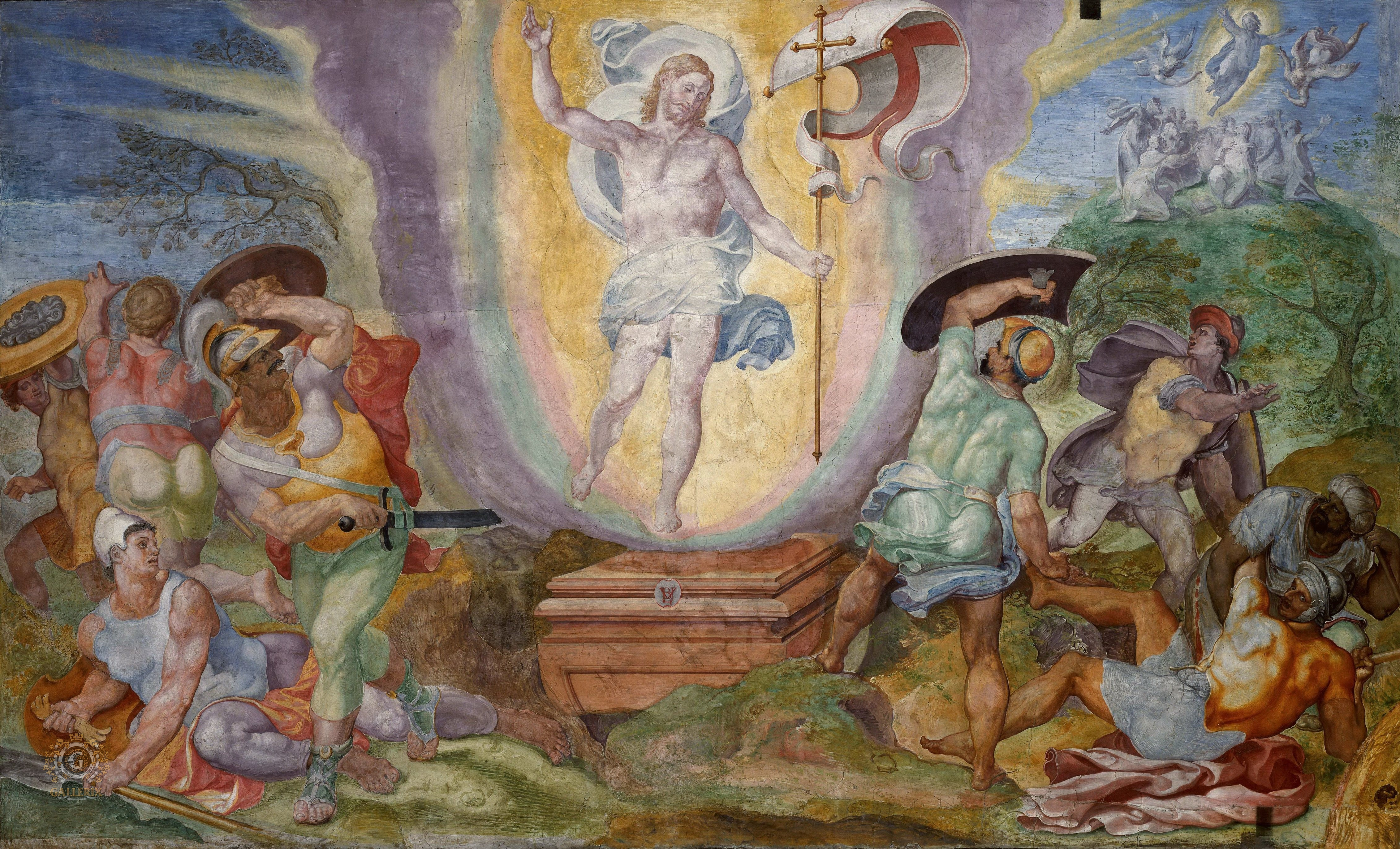
De wederopstanding van Christus (tussen 1571 en 1572)

## Trivia
In 2011 bracht het Vaticaan hun jaarlijkse paaszegel (postzegel) uit met een afbeelding van het fresco de Wederopstanding van Christus van Hendrick van den Broeck.